# Velké Dářko
Velké Dářko je největší rybník na Českomoravské vrchovině a také největší v Kraji Vysočina v České republice. Má rozlohu 206 ha. Rozkládá se na východě Čech v nadmořské výšce 610 m, 10 km severně od Žďáru nad Sázavou. Téměř celý rybník leží na severu katastrálního území obce Polnička, okrajovými částmi však zasahuje i do katastrů sousedních obcí Radostín, Vojnův Městec a Karlov. Z rybníka odtéká řeka Sázava.

## Historie a využití
Dochovaná zakládací listina informuje o převzetí pozemků od žďárského kláštera, které se událo 15. ledna 1480. Příjemce byl Viktorín z Münstenberka, syn krále Jiřího z Poděbrad. Za poskytnuté pozemky se kníže Viktorín zavázal z každého výlovu dávat klášteru určený počet kaprů. 
Pozůstatkem technické památky jsou Padrtiny – cesta jihozápadně od rybníka, po které vedla nouzová železnice, využívaná v letech 1931 – 1934. Trať z rozchodem 780 mm byla dlouhá 10 kilometrů a vedla od Dářka až do obce Hamry nad Sázavou.
Název získal rybník pravděpodobně podle zaniklé osady *Darov, na jejímž místě se nachází.
Rybník je využívaný k rekreaci. Slouží ke koupání, jachtingu a k projížďkám na loďkách. Na rybníku jsou místním klubem pořádány závody ve windsurfingu a největší závody dračích lodí na Vysočině.

## Fauna a flóra
Národní přírodní rezervace Dářko na západní straně rybníka chrání velké rašeliniště, kde se vyskytuje suchopýr pochvatý, rosnatka okrouholistá a zábělník bahenní. Faunu zastupuje čolek horský, ropucha obecná nebo ještěrka živorodá. Z pohledu ornitologie se zde vyskytují volavky bílé, volavky popelavé, jespák obecný, hohol severní, hvízdák euroasijský, kormorán velký a orel mořský.

## Turistika
Okolo rybníka vede 9 kilometrů dlouhá naučná stezka s šestnácti informačními tabulemi.